# 加恵瑠神社
加恵瑠神社（かえるじんじゃ）は、岐阜県下呂市湯之島（下呂温泉）にある神社である。
下呂温泉加恵瑠神社とも称する。

## 概要
2010年（平成22年）7月に下呂温泉株式会社によって創建された神社である。神社名は下呂温泉の下呂の読みの「げろ」とカエルの鳴き声「ゲロゲロ」の語呂合わせに因む。
カエルと「返る」の語呂合わせから、「無事帰る」（交通安全など）、「若返る」（病平癒など）「知恵返る」（記憶力増進など）の利益があるとされる。
境内の石灯籠、手水舎などは、蛙をモチーフしたものである。

## 祭神
- 加恵瑠大明神 - 蛙（蟇）の精

加恵瑠大明神のご神体は蛙の石像となっており、ご神体に賽銭を奉納するとお告げを聞くことができる。